# Charter High School of the Arts
La Charter High School of the Arts Multimedia and Performing (plus connu sous ses initiales CHAMPS) est un établissement d'enseignement secondaire (équivalent d'un lycée en France) situé dans la ville de Van Nuys (agglomération de Los Angeles) dans l'État de Californie aux États-Unis.
Il s'agit d'un établissement privé dont le financement est public (Charter School). L'école est spécialisée dans le théâtre et les arts numériques. Les étudiants voulant intégrer le lycée doivent passer des auditions.